# تشاو شين مينج
تشاو شين مينج (بالصينية: 趙建銘)؛ بينيين: Zhào Jiànmíng؛ من مواليد 29 يونيو 1972) هو صهر تشن شوي بيان، الرئيس السابق لجمهورية الصين. تزوج من تشين هسينج يو، ابنة تشين شوي بيان، في 27 سبتمبر 2001. ولهما ثلاثة أبناء ولدوا في 2002 و2004 ويوليو 2006.